# Georgische presidentsverkiezingen 1991
De Georgische presidentsverkiezingen van 1991 vonden plaats op 26 mei 1991. Het waren de eerste directe presidentsverkiezingen in Georgië, nadat het land zich op 9 april 1991 onafhankelijk verklaard had van de Sovjet-Unie. De leider van de Georgische Sovjetrepubliek, de nationalist Zviad Gamsachoerdia, werd in een deelnemersveld van zes kandidaten met een overgrote meerderheid van 86,5% van de stemmen tot president van Georgië gekozen. De opkomst bedroeg 82,6%. Gamsachoerdia werd zeven maanden na zijn verkiezing tijdens een bloedige coup afgezet, waarna het presidentschap tot november 1995 afgeschaft werd.

## Achtergrond
De eerste presidentsverkiezing van Georgië vond plaats binnen de context van het uiteenvallen van de Sovjet-Unie. De eerste vrije verkiezing voor de Hoge Raad van de Georgische sovjetrepubliek in oktober 1990 werd gewonnen door de nationalistische alliantie Ronde Tafel — Vrij Georgië onder leiding van Zviad Gamsachoerdia. Na bijna zeventig jaar verloor de Communistische Partij de macht. Gamsachoerdia werd tot voorzitter van de Hoge Raad gekozen. Het leiderschap over de republiek werd verplaatst van de Eerste Secretaris van de Communistische Partij naar de voorzitter van de Hoge Raad, waarmee Gamsachoerdia het staatshoofd werd. Tevens werd de Sovjetrepubliek hernoemd in Republiek Georgië en begon het staatkundige proces van losmaking van de Sovjet-Unie. Het Georgisch-Ossetisch conflict mondde in januari 1991 uit in een burgeroorlog die anderhalf jaar zou duren.

### Onafhankelijkheidsreferendum
Op 31 maart 1991 vond het Georgische onafhankelijkheidsreferendum plaats, waarin vrijwel unaniem in werd gestemd met de onafhankelijkheid. Deze werd op 9 april 1991 uitgeroepen, op basis van de onafhankelijkheidsakte van 26 mei 1918. Op 14 april 1991 werd de functie van president van Georgië ingevoerd, en werd Gamsachoerdia door de Hoge Raad tot president benoemd. De president kreeg erg veel macht toegekend, waaronder zonder tussenkomst van het parlement het afkondigen van de noodtoestand en het andere landen de oorlog te mogen verklaren. Enkele dagen later nam de Hoge Raad een wet aan die presidentsverkiezingen mogelijk maakte en werd deze gepland op de nationale onafhankelijkheidsdag 26 mei 1991. Georgië werd daarmee de eerste sovjetrepubliek die een presidentsverkiezing organiseerde, ruim twee weken voordat de Russische SFSR deze zou houden.

## Resultaten
De verkiezing werd overtuigend in een ronde gewonnen door Zviad Gamsachoerdia, die 86,5% van de stemmen behaalde bij een opkomst van 82,6%. De oppositiekandidaat Valerian Advadze kreeg 8,1% van de stemmen. De kandidaat van de Georgische Communistische Partij, Jemal Mikeladze, eindigde als derde met slechts 1,7% van de stemmen. Ook de andere drie kandidaten kwamen er niet aan te pas. Op 7 juni 1991 hield Gamsachoerdia zijn inaugurele toespraak voor de Hoge Raad, en op 12 juni legde hij in het openbaar een eed af.
|                            | Zviad Gamsachoerdia        | Ronde Tafel — Vrij Georgië             | 2.565.362 | 86,5 |
|                            | Valerian Advadze           | Blok 'Eendracht, Vrede, Wedergeboorte' | 240.243   | 8,1  |
|                            | Jemal Mikeladze            | Georgische Communistische Partij       | 51.717    | 1,7  |
|                            | Nodar Natadze              | Volksfront van Georgië                 | 36.266    | 1,2  |
|                            | Irakli Sjengelaia          | Blok 'Vrijheid'                        | 26.886    | 0,9  |
|                            | Tamaz Kvatsjantiradze      | Blok 'Democratisch Georgië'            | 8.553     | 0,3  |
| Totaal                     | Totaal                     | Totaal                                 | 2.929.027 |      |
|                            |                            |                                        |           |      |
| Subtotaal                  | Subtotaal                  | Subtotaal                              | 2.929.027 |      |
| Ongeldige stemmen          | Ongeldige stemmen          | Ongeldige stemmen                      | 39.918    | 1,3  |
| Totaal aantal stemmen      | Totaal aantal stemmen      | Totaal aantal stemmen                  | 2.968.945 | 100  |
| Kiesgerechtigden / opkomst | Kiesgerechtigden / opkomst | Kiesgerechtigden / opkomst             | 3.594.810 | 82,6 |
| Bronnen: CESKO, Nohlen.    |                            |                                        |           |      |

## Nasleep

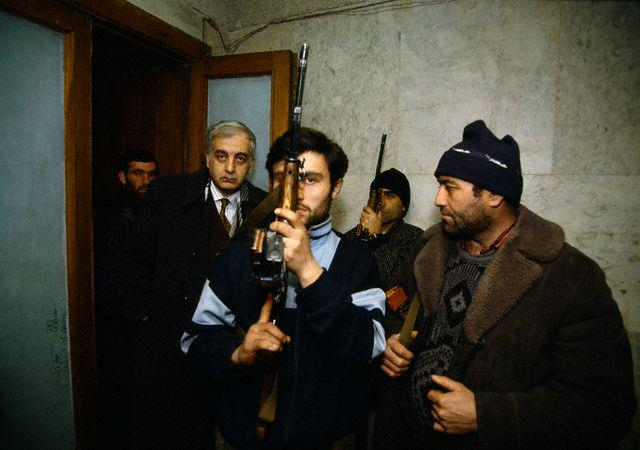
Gamsachoerdia in de bunker onder het parlement

Na de verkiezing tot president voerde Gamsachoerdia een autoritair bewind, wat leidde tot oplopende politieke spanningen. De oppositie verenigde zich in een anti-Gamsachoerdiacoalitie en er ontstonden paramilitaire verzetsgroepen. Ook kreeg Gamsachoerdia conflicten in zijn eigen regering en nam voorzitter van de Ministerraad Tengiz Sigoea op 18 augustus 1991 ontslag. Gamsachoerdia wees de Augustusstaatsgreep in Moskou niet af, waardoor hij de Nationale Garde en de Mchedrioni tegen zich in het harnas joeg. Er brak muiterij uit bij de Nationale garde en er kwamen volksprotesten tegen Gamsachoerdia. Naar aanleiding van de coup in Moskou verbood de Georgische president de Georgische Communistische Partij eind augustus 1991.

### Coup
De politieke onrust leidde eind 1991 tot een bloedige coup d'état die tot de eerste week van januari 1992 duurde. Op 22 december 1991 belegerden paramilitaire groepen en een deel van de Georgische Nationale Garde onder leiding van Tengiz Kitovani en Dzjaba Ioseliani het parlementsgebouw. Sigoea bood Gamsachoerdia een vrije aftocht aan, maar deze weigerde dat.
Nog tijdens de coup werd de Militaire Raad opgericht, een noodregering waarin de leiders van de coup zaten, die Gamsachoerdia op 2 januari 1991 uit zijn functie zette. Op 6 januari wist Gamsachoerdia uit de bunker onder het parlement weg te komen, waar hij sinds het begin van de coup opgesloten zat, en vluchtte met tientallen aanhangers richting Armenië. Negen dagen later werd hij naar Tsjetsjenië gevlogen, omdat Armenië de relaties met de nieuwe machthebbers in Tbilisi niet op het spel wilde zetten.

### Verzet
Sigoea werd waarnemend premier en het parlement werd buiten werking gesteld. Na verschillende gesprekken wisten de coupplegers de voormalige Sovjet-buitenlandminister Edoeard Sjevardnadze te overtuigen naar zijn Georgië terug te keren om de democratie te herstellen. Sjevardnadze ging de tijdelijke Staatsraad leiden en bereidde het land voor op nieuwe parlementsverkiezingen. Het presidentschap werd tijdelijk afgeschaft om na de introductie van een nieuwe grondwet in 1995 opnieuw ingevoerd te worden met een verkiezing. Gamsachoerdia legde zich intussen niet neer bij de coup en claimde in ballingschap de legitieme leider van Georgië te zijn. In 1993 keerde hij terug in Georgië en trok vanuit zijn basis in Mingrelië in een gewapende rebellie met zijn militante aanhang ten strijde tegen Sjevardnadze. Op oudjaarsdag 1993 overleed Gamsachoerdia onder nooit opgehelderde omstandigheden.